# 카샤파 2세
카샤파 2세(Kashyapa II, 608년 ~ 659년 9월 15일)는 아누라다푸라 왕국 모리야 왕조의 제22대 군주였다.

## 같이 보기
- 스리랑카의 역사